# Seur
Seur est une commune française située dans le département de Loir-et-Cher, en région Centre-Val de Loire.
Localisée au centre du département, la commune fait partie de la petite région agricole « les Vallée et Coteaux de la Loire », grand ruban plus ou moins large où dominent la culture de la vigne et les productions maraîchères. Avec une superficie de 3,85 km2 (dont près d'un tiers fait partie de la forêt domaniale de Russy), Seur est la 5e commune la moins étendue du département mais, avec 486 habitants en 2022, constitue tout de même la 113e commune la plus faiblement peuplée du Loir-et-Cher (sur 267), après Sougé (478 hab.). Contrairement à ses voisines Cellettes ou Les Montils, Seur ne s'étend d'ailleurs que sur la rive droite du Beuvron.
L'occupation des sols est marquée par l'importance des espaces agricoles et naturels qui occupent la quasi-totalité du territoire communal. Un espace naturel d'intérêt est présent sur la commune : une zone naturelle d'intérêt écologique, faunistique et floristique (ZNIEFF). En 2010, l'orientation technico-économique de l'agriculture sur la commune est la culture des céréales et des oléoprotéagineux. À l'instar du département qui a vu disparaître le quart de ses exploitations en dix ans, le nombre d'exploitations agricoles a fortement diminué, passant de 32 en 1988, à 3 en 2000, puis à 0 en 2010.

## Géographie

### Localisation et communes limitrophes
La commune de Seur se trouve au centre du département de Loir-et-Cher, dans la petite région agricole des Vallée et Coteaux de la Loire,. À vol d'oiseau, elle se situe à 9,5 km  de Blois, préfecture du département. La commune fait en outre partie du bassin de vie de Blois.
Les communes les plus proches sont :
Les Montils (2,9 km), Chitenay (2,9 km), Ouchamps (3,9 km), Monthou-sur-Bièvre (4,2 km), Cellettes (4,3 km), Chailles (4,6 km), Candé-sur-Beuvron (5,5 km), Cormeray (5,7 km) et Valaire (6,2 km).
La commune se trouve au sud de Blois, dans le département de Loir-et-Cher.
Elle fait partie du canton de Blois-3, et appartient également au Pays des Châteaux et à la communauté d'agglomération de Blois-Agglopolys qui comprend 43 communes.

### Géologie, topographie et hydrographie
La commune est située à quelques kilomètres au sud de la Loire. Le Beuvron traverse la commune d'est en ouest en limite sud, et la partie nord est couverte par la forêt de Russy.
L'altitude varie de 67 mètres à 106 mètres, le val du Beuvron constituant la partie basse et la forêt la partie haute.

### Accès et transports
La Loire à vélo passe à proximité de la commune.
La D 77, route paysage et touristique, permet de rejoindre les communes voisines :
- Les Montils au sud-ouest, et la D 764 reliant Blois à Montrichard ;
- Cellettes au nord-est.

### Hydrographie
La commune est drainée par le Beuvron (0,645 km) et par un petit cours d'eau, constituant un réseau hydrographique de 0,65 km de longueur totale.
Le Beuvron, d'une longueur totale de 115,2 km, prend sa source dans la commune de Coullons, dans le Loiret et se jette dans la Loire à Candé-sur-Beuvron, après avoir traversé 29 communes.
Sur le plan piscicole, ce cours d'eau est classé en deuxième catégorie, où le peuplement piscicole dominant est constitué de poissons blancs (cyprinidés) et de carnassiers (brochet, sandre et perche).

### Climat
Pour des articles plus généraux, voir Climat du Centre-Val de Loire et Climat de Loir-et-Cher.
En 2010, le climat de la commune est de type climat océanique dégradé des plaines du Centre et du Nord, selon une étude du CNRS s'appuyant sur une série de données couvrant la période 1971-2000. En 2020, Météo-France publie une typologie des climats de la France métropolitaine dans laquelle la commune est exposée à un climat océanique altéré et est dans la région climatique Moyenne vallée de la Loire, caractérisée par une bonne insolation (1 850 h/an) et un été peu pluvieux.
Pour la période 1971-2000, la température annuelle moyenne est de 10,9 °C, avec une amplitude thermique annuelle de 15,4 °C. Le cumul annuel moyen de précipitations est de 661 mm, avec 11 jours de précipitations en janvier et 6,7 jours en juillet. Pour la période 1991-2020, la température moyenne annuelle observée sur la station météorologique de Météo-France la plus proche, sur la commune de Cheverny à 10 km à vol d'oiseau, est de 11,8 °C et le cumul annuel moyen de précipitations est de 675,8 mm,. Pour l'avenir, les paramètres climatiques de la commune estimés pour 2050 selon différents scénarios d'émission de gaz à effet de serre sont consultables sur un site dédié publié par Météo-France en novembre 2022.

### Milieux naturels et biodiversité

#### Zones naturelles d'intérêt écologique, faunistique et floristique
L'inventaire des zones naturelles d'intérêt écologique, faunistique et floristique (ZNIEFF) a pour objectif de réaliser une couverture des zones les plus intéressantes sur le plan écologique, essentiellement dans la perspective d'améliorer la connaissance du patrimoine naturel national et de fournir aux différents décideurs un outil d'aide à la prise en compte de l'environnement dans l'aménagement du territoire. Le territoire communal de Seur comprend une ZNIEFF :
la « Forêt de Russy » (3 471,25 ha).

## Urbanisme

### Typologie
Au 1er janvier 2024, Seur est catégorisée commune rurale à habitat dispersé, selon la nouvelle grille communale de densité à sept niveaux définie par l'Insee en 2022.
Elle est située hors unité urbaine. Par ailleurs la commune fait partie de l'aire d'attraction de Blois, dont elle est une commune de la couronne,. Cette aire, qui regroupe 78 communes, est catégorisée dans les aires de 50 000 à moins de 200 000 habitants,.

### Occupation des sols
L'occupation des sols est marquée par l'importance des espaces agricoles et naturels (96,8 %). La répartition détaillée ressortant de la base de données européenne d'occupation biophysique des sols Corine Land Cover millésimée 2012 est la suivante :
terres arables (11,6 %),
cultures permanentes (0,6 %),
zones agricoles hétérogènes (15,4 %),
prairies (3,5 %),
forêts (65,2 %),
milieux à végétation arbustive ou herbacée (0,7 %),
zones urbanisées (1 %),
espaces verts artificialisés non agricoles (0,5 %),
zones industrielles et commerciales et réseaux de communication (1,7 %),
eaux continentales (0,5 %).

### Planification
La loi SRU du 13 décembre 2000 a incité fortement les communes à se regrouper au sein d'un établissement public, pour déterminer les partis d'aménagement de l'espace au sein d'un SCoT, un document essentiel d'orientation stratégique des politiques publiques à une grande échelle. La commune est dans le territoire du SCOT du Blésois, approuvé en 2006 et révisé en juillet 2016.
En matière de planification, la commune disposait en 2017 d'un plan local d'urbanisme en révision.

### Habitat et logement
Le tableau ci-dessous présente la typologie des logements à Seur en 2016 en comparaison avec celle du Loir-et-Cher et de la France entière. Une caractéristique marquante du parc de logements est ainsi la faible proportion des résidences secondaires et logements occasionnels (7,2 %) par rapport au département (18 %) et à la France entière (9,6 %). Concernant le statut d'occupation de ces logements, 85,3 % des habitants de la commune sont propriétaires de leur logement (88,3 % en 2011), contre 68,1 % pour le Loir-et-Cher et 57,6 pour la France entière.
|                                                         | Seur | Loir-et-Cher | France entière |
| ------------------------------------------------------- | ---- | ------------ | -------------- |
| Résidences principales (en %)                           | 87,0 | 74,5         | 82,3           |
| Résidences secondaires et logements occasionnels (en %) | 7,2  | 18           | 9,6            |
| Logements vacants (en %)                                | 5,8  | 7,5          | 8,1            |

### Risques majeurs
Le territoire communal de Seur est vulnérable à différents aléas naturels : inondations (par débordement du Beuvron), climatiques (hiver exceptionnel ou canicule), feux de forêts, mouvements de terrains ou sismique (sismicité très faible),.

#### Risques naturels

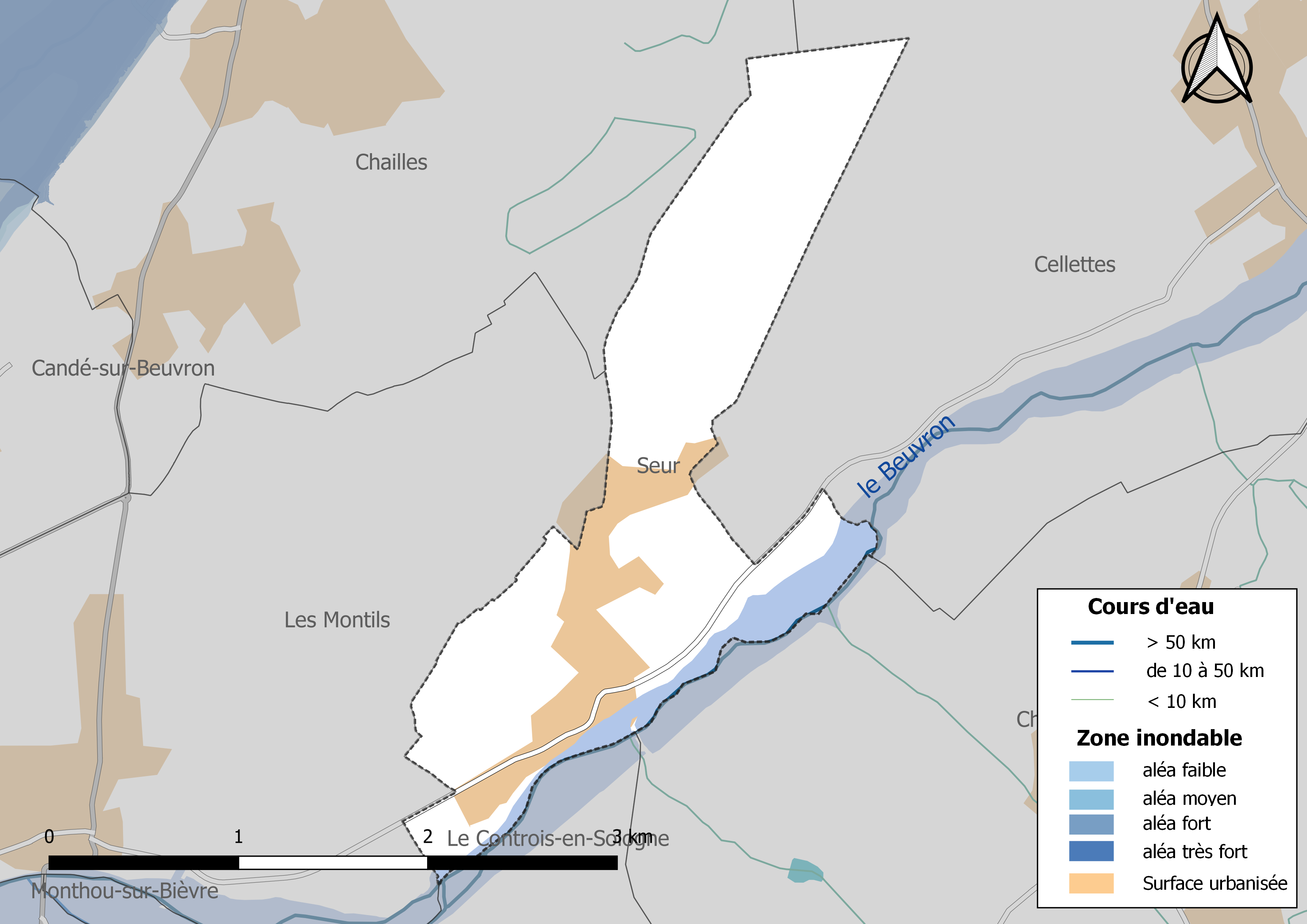
Zones inondables de la commune de Seur.

Les mouvements de terrains susceptibles de se produire sur la commune sont liés au retrait-gonflement des argiles. Le phénomène de retrait-gonflement des argiles est la conséquence d'un changement d'humidité des sols argileux. Les argiles sont capables de fixer l'eau disponible mais aussi de la perdre en se rétractant en cas de sécheresse. Ce phénomène peut provoquer des dégâts très importants sur les constructions (fissures, déformations des ouvertures) pouvant rendre inhabitables certains locaux. La carte de zonage de cet aléa peut être consultée sur le site de l'observatoire national des risques naturels Georisques.
Un atlas des zones inondables du Beuvron est établi en décembre 2003. Les crues historiques du Beuvron sont celles de 1856, de 1910 et de 1936-1937. Le débit de la crue de référence varie ainsi entre 60 et 160 m3/s selon les sections.

## Toponymie
Aux XIIIe et XIVe siècles, on retrouve la commune sous l'appellation « Seuz », du latin sambucus qui désigne le sureau, arbuste très présent sur le territoire à cette époque.

## Histoire
En Sologne, la pénétration humaine a lentement débuté le long des cours d'eau depuis le Xe siècle. Le phénomène s'est ensuite accentué avec l'arrivée d'un peuple gaulois : les Carnutes. Ainsi Beuvron est un nom gaulois qui signifie la rivière des bièvres, la rivière des castors. Le site de Seur entouré de bois a pu se trouver à l'écart de la pénétration romaine, comme plus tard de l'arrivée des Normands, puisque ces invasions ont eu lieu par les vallées de la Loire et du Cher. Par le passé, de nombreux moulins ont été construits sur le Beuvron, permettant au grain issu des grandes cultures de Beauce d'être moulu. Un de ces moulins est aujourd'hui encore en activité sur le territoire de la commune : le moulin de Souvigny.
L'église Saint-Pantaléon qui marque le cœur du bourg, fut construite au XVIe siècle, mais a été complètement remaniée au XIXe siècle. Elle se caractérise par une nef unique et un chevet plat. Ses vitraux datent également du XIXe siècle. Si elle ne fait l'objet d'aucun classement patrimonial, elle demeure néanmoins une construction d'architecture de qualité.
Entre le 29 janvier 1939 et le 8 février, plus de 3 100 réfugiés espagnols fuyant l'effondrement de la république espagnole devant Franco, arrivent dans le Loir-et-Cher. Devant l'insuffisance des structures d'accueil (les haras de Selles-sur-Cher sont notamment utilisés), 47 villages sont mis à contribution, dont Seur. Les réfugiés, essentiellement des femmes et des enfants, sont soumis à une quarantaine stricte, vaccinés, le courrier est limité, le ravitaillement, s'il est peu varié et cuisiné à la française, est cependant assuré. Au printemps et à l'été, les réfugiés sont regroupés à Bois-Brûlé (commune de Boisseau).

## Politique et administration

### Découpage territorial
La commune de Seur est membre de la Communauté d'agglomération de Blois « Agglopolys », un établissement public de coopération intercommunale (EPCI) à fiscalité propre créé le 1er janvier 2012.
Elle est rattachée sur le plan administratif à l'arrondissement de Blois, au département de Loir-et-Cher et à la région Centre-Val de Loire, en tant que circonscriptions administratives. Sur le plan électoral, elle est rattachée au canton de Blois-3 depuis 2015 pour l'élection des conseillers départementaux et à la première circonscription de Loir-et-Cher pour les élections législatives.

### Politique et administration municipale

#### Conseil municipal et maire
Le conseil municipal de Seur, commune de moins de 1 000 habitants, est élu au scrutin majoritaire plurinominal avec listes ouvertes et panachage. Compte tenu de la population communale, le nombre de sièges au conseil municipal est de 11. Le maire, à la fois agent de l'État et exécutif de la commune en tant que collectivité territoriale, est élu par le conseil municipal au scrutin secret lors de la première réunion du conseil suivant les élections municipales, pour un mandat de six ans, c'est-à-dire pour la durée du mandat du conseil.
| Période    | Période  | Identité        | Étiquette | Qualité                                                                  |
| ---------- | -------- | --------------- | --------- | ------------------------------------------------------------------------ |
| avant 1981 | ?        | Raymond Laurens | PCF       |                                                                          |
| mars 2008  | 2014     | Alain Provost   |           | maire                                                                    |
| mars 2014  | En cours | Yves Barrois,   |           | Personne sans activité professionnelle de 60 ans et plus (non retraitée) |

## Population et société

### Démographie

#### Évolution démographique
L'évolution du nombre d'habitants est connue à travers les recensements de la population effectués dans la commune depuis 1793. Pour les communes de moins de 10 000 habitants, une enquête de recensement portant sur toute la population est réalisée tous les cinq ans, les populations de référence des années intermédiaires étant quant à elles estimées par interpolation ou extrapolation. Pour la commune, le premier recensement exhaustif entrant dans le cadre du nouveau dispositif a été réalisé en 2004.

En 2022, la commune comptait 486 habitants, en évolution de +2,32 % par rapport à 2016 (Loir-et-Cher : −1,15 %, France hors Mayotte : +2,11 %).
| 1793 | 1800 | 1806 | 1821 | 1831 | 1836 | 1841 | 1846 | 1851 |
| ---- | ---- | ---- | ---- | ---- | ---- | ---- | ---- | ---- |
| 178  | 205  | 276  | 226  | 200  | 254  | 275  | 278  | 262  |

| 1856 | 1861 | 1866 | 1872 | 1876 | 1881 | 1886 | 1891 | 1896 |
| ---- | ---- | ---- | ---- | ---- | ---- | ---- | ---- | ---- |
| 279  | 292  | 356  | 356  | 333  | 325  | 298  | 284  | 258  |

| 1901 | 1906 | 1911 | 1921 | 1926 | 1931 | 1936 | 1946 | 1954 |
| ---- | ---- | ---- | ---- | ---- | ---- | ---- | ---- | ---- |
| 228  | 270  | 232  | 233  | 238  | 226  | 226  | 251  | 211  |

| 1962 | 1968 | 1975 | 1982 | 1990 | 1999 | 2004 | 2006 | 2009 |
| ---- | ---- | ---- | ---- | ---- | ---- | ---- | ---- | ---- |
| 202  | 193  | 206  | 231  | 302  | 355  | 433  | 456  | 460  |

| 2014 | 2019 | 2022 | - | - | - | - | - | - |
| ---- | ---- | ---- | - | - | - | - | - | - |
| 482  | 482  | 486  | - | - | - | - | - | - |

#### Pyramide des âges
La population de la commune est relativement jeune.
En 2018, le taux de personnes d'un âge inférieur à 30 ans s'élève à 31,5 %, soit au-dessus de la moyenne départementale (31,3 %). À l'inverse, le taux de personnes d'âge supérieur à 60 ans est de 25,7 % la même année, alors qu'il est de 31,6 % au niveau départemental.
En 2018, la commune comptait 253 hommes pour 227 femmes, soit un taux de 52,71 % d'hommes, largement supérieur au taux départemental (48,55 %).
Les pyramides des âges de la commune et du département s'établissent comme suit.
| Hommes | Classe d’âge | Femmes |
| ------ | ------------ | ------ |
| 0,8    | 90 ou +      | 0,4    |
| 3,9    | 75-89 ans    | 7,5    |
| 21,7   | 60-74 ans    | 17,1   |
| 24,0   | 45-59 ans    | 25,9   |
| 16,5   | 30-44 ans    | 19,3   |
| 16,1   | 15-29 ans    | 11,4   |
| 16,9   | 0-14 ans     | 18,4   |

| Hommes | Classe d’âge | Femmes |
| ------ | ------------ | ------ |
| 1,1    | 90 ou +      | 2,6    |
| 9,2    | 75-89 ans    | 11,9   |
| 19,7   | 60-74 ans    | 20,4   |
| 20,7   | 45-59 ans    | 20     |
| 16,5   | 30-44 ans    | 16,2   |
| 15,2   | 15-29 ans    | 13,2   |
| 17,6   | 0-14 ans     | 15,7   |

## Lieux et monuments

### Patrimoine naturel et agricole
- Vignoble de Cheverny (AOC).

### Voies
| 19 odonymes recensés àSeur au 15 mars 2014                  | 19 odonymes recensés àSeur au 15 mars 2014 | 19 odonymes recensés àSeur au 15 mars 2014 | 19 odonymes recensés àSeur au 15 mars 2014 | 19 odonymes recensés àSeur au 15 mars 2014 | 19 odonymes recensés àSeur au 15 mars 2014 | 19 odonymes recensés àSeur au 15 mars 2014 | 19 odonymes recensés àSeur au 15 mars 2014 | 19 odonymes recensés àSeur au 15 mars 2014 | 19 odonymes recensés àSeur au 15 mars 2014 | 19 odonymes recensés àSeur au 15 mars 2014 | 19 odonymes recensés àSeur au 15 mars 2014 | 19 odonymes recensés àSeur au 15 mars 2014 | 19 odonymes recensés àSeur au 15 mars 2014 | 19 odonymes recensés àSeur au 15 mars 2014 | 19 odonymes recensés àSeur au 15 mars 2014 |
| Allée                                                       | Avenue                                     | Bld                                        | Chemin                                     | Cité                                       | Impasse                                    | Passage                                    | Place                                      | Pont                                       | Quai                                       | Route                                      | Rue                                        | Square                                     | Voie                                       | Autres                                     | Total                                      |
| ----------------------------------------------------------- | ------------------------------------------ | ------------------------------------------ | ------------------------------------------ | ------------------------------------------ | ------------------------------------------ | ------------------------------------------ | ------------------------------------------ | ------------------------------------------ | ------------------------------------------ | ------------------------------------------ | ------------------------------------------ | ------------------------------------------ | ------------------------------------------ | ------------------------------------------ | ------------------------------------------ |
| 0                                                           | 0                                          | 0                                          | 3                                          | 19                                         |                                            |                                            |                                            |                                            |                                            |                                            |                                            |                                            |                                            |                                            |                                            |
| Notes « N »                                                 | Notes « N »                                | 1.                                         | 1.                                         | 1.                                         | 1.                                         | 1.                                         | 1.                                         | 1.                                         | 1.                                         | 1.                                         | 1.                                         | 1.                                         | 1.                                         | 1.                                         | 1.                                         |
| Sources : rue-ville.info & perche-gouet.net & OpenStreetMap |                                            |                                            |                                            |                                            |                                            |                                            |                                            |                                            |                                            |                                            |                                            |                                            |                                            |                                            |                                            |

### Édifices et sites
- L'église Saint-Pantaléon marque le cœur du bourg ; elle fut construite au XIVe siècle et remaniée au XIXe siècle.
- Deux châteaux se trouvent sur la commune : le château de La Motte et le château de Beau-séjour, tous deux propriétés privées aujourd'hui.

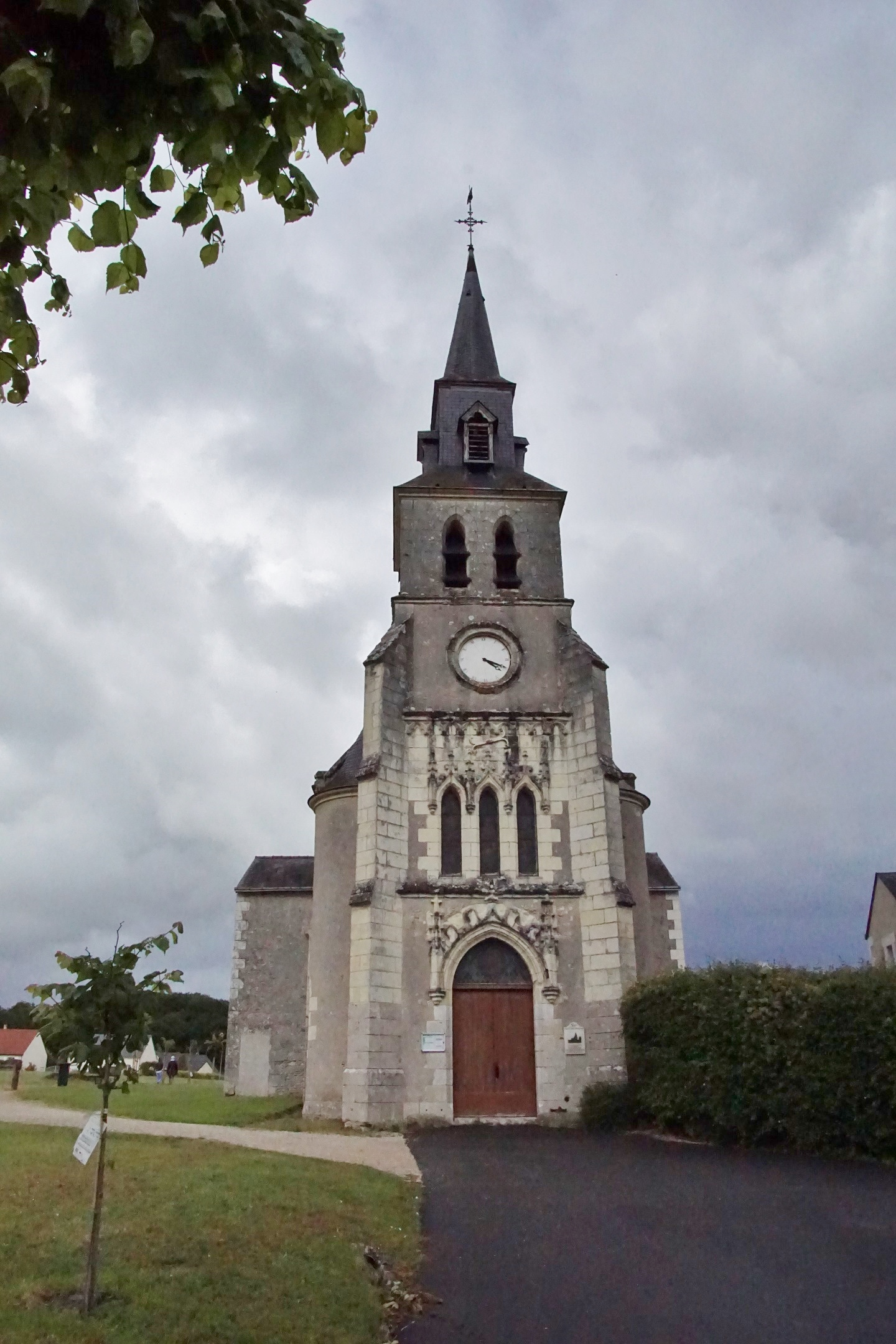
Tour-clocher de l'église de Seur.
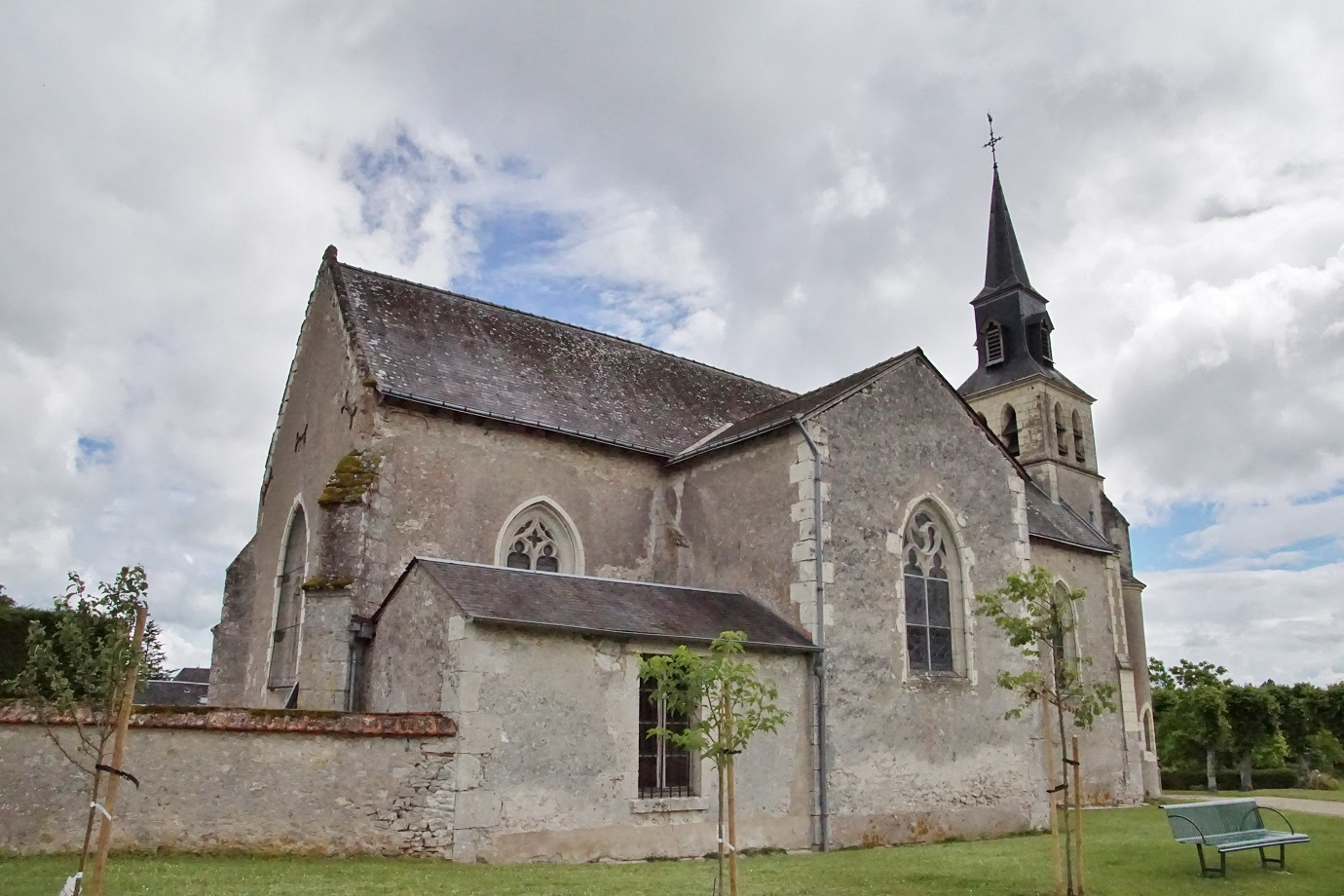
Flanc nord de l'église Saint-Pantaléon.

## Personnalités liées à la commune
- Marlène Jobert, Ugo Tognazzi, Michel Duchaussoy sont venus tourner quelques scènes à Seur du téléfilm de Nadine Trintignant intitulé Qui c'est ce garçon ?.[réf. nécessaire]

## Économie

### Secteurs d'activité
Le tableau ci-dessous détaille le nombre d'entreprises implantées à Seur selon leur secteur d'activité et le nombre de leurs salariés :
|                                                              | total | % com (% dep) | 0 salarié | 1 à 9 salarié(s) | 10 à 19 salariés | 20 à 49 salariés | 50 salariés ou plus |
| ------------------------------------------------------------ | ----- | ------------- | --------- | ---------------- | ---------------- | ---------------- | ------------------- |
| Ensemble                                                     | 25    | 100,0 (100)   | 18        | 7                | 0                | 0                | 0                   |
| Agriculture, sylviculture et pêche                           | 1     | 4,0 (11,8)    | 1         | 0                | 0                | 0                | 0                   |
| Industrie                                                    | 3     | 12,0 (6,5)    | 2         | 1                | 0                | 0                | 0                   |
| Construction                                                 | 2     | 8,0 (10,3)    | 2         | 0                | 0                | 0                | 0                   |
| Commerce, transports, services divers                        | 15    | 60,0 (57,9)   | 12        | 3                | 0                | 0                | 0                   |
| dont commerce et réparation automobile                       | 4     | 16,0 (17,5)   | 2         | 2                | 0                | 0                | 0                   |
| Administration publique, enseignement, santé, action sociale | 4     | 16,0 (13,5)   | 1         | 3                | 0                | 0                | 0                   |
| Champ : ensemble des activités.                              |       |               |           |                  |                  |                  |                     |

Le secteur du commerce, transports et services divers est prépondérant sur la commune (15 entreprises sur 25).
Sur les 25 entreprises implantées à Seur en 2016, 18 ne font appel à aucun salarié et 7 comptent 1 à 9 salariés.
À 12 kilomètres au sud de Blois, la commune bénéficie d'une localisation favorable : elle est proche d'un bassin d'emploi dynamique, au cœur d'un environnement riche et elle bénéficie d'un patrimoine touristique notable[Lequel ?].

### Agriculture
En 2010, l'orientation technico-économique de l'agriculture sur la commune est la culture de céréales et d'oléoprotéagineux (COP). Le département a perdu près d'un quart de ses exploitations en 10 ans, entre 2000 et 2010 (c'est le département de la région Centre-Val de Loire qui en compte le moins). Cette tendance se retrouve également au niveau de la commune où le nombre d'exploitations est passé de 10 en 1988 à 3 en 2000 puis à 2 en 2010. Parallèlement, la taille de ces exploitations augmente, passant de 18 ha en 1988 à 184 ha en 2010.
Le tableau ci-dessous présente les principales caractéristiques des exploitations agricoles de Seur, observées sur une période de 22 ans :
|                                      | 1988                 | 2000                 | 2010                 |
| Dimension économique                 | Dimension économique | Dimension économique | Dimension économique |
| ------------------------------------ | -------------------- | -------------------- | -------------------- |
| Nombre d'exploitations (u)           | 10                   | 3                    | 2                    |
| Travail (UTA)                        | 15                   | 3                    | 2                    |
| Surface agricole utilisée (ha)       | 182                  | 130                  | 368                  |
| Cultures                             |                      |                      |                      |
| Terres labourables (ha)              | 137                  | 111                  | s                    |
| Céréales (ha)                        | 111                  | s                    | s                    |
| dont blé tendre (ha)                 | 24                   | s                    | s                    |
| dont maïs-grain et maïs-semence (ha) | 27                   | s                    | s                    |
| Tournesol (ha)                       | 7                    | s                    | s                    |
| Colza et navette (ha)                | s                    | s                    | s                    |
| Élevage                              |                      |                      |                      |
| Cheptel (UGBTA)                      | 8                    | 0                    | 0                    |

#### Produits labellisés
La commune de Seur est située dans l'aire de l'appellation d'origine protégée (AOP)  de trois produits : un fromage (le Selles-sur-cher) et deux vins (le Cheverny et le crémant-de-loire).
Le territoire de la commune est également intégré aux aires de productions de divers produits bénéficiant d'une indication géographique protégée (IGP) : le vin Val-de-loire et les volailles de l’Orléanais,.

Quelques produits labellisés de Seur.
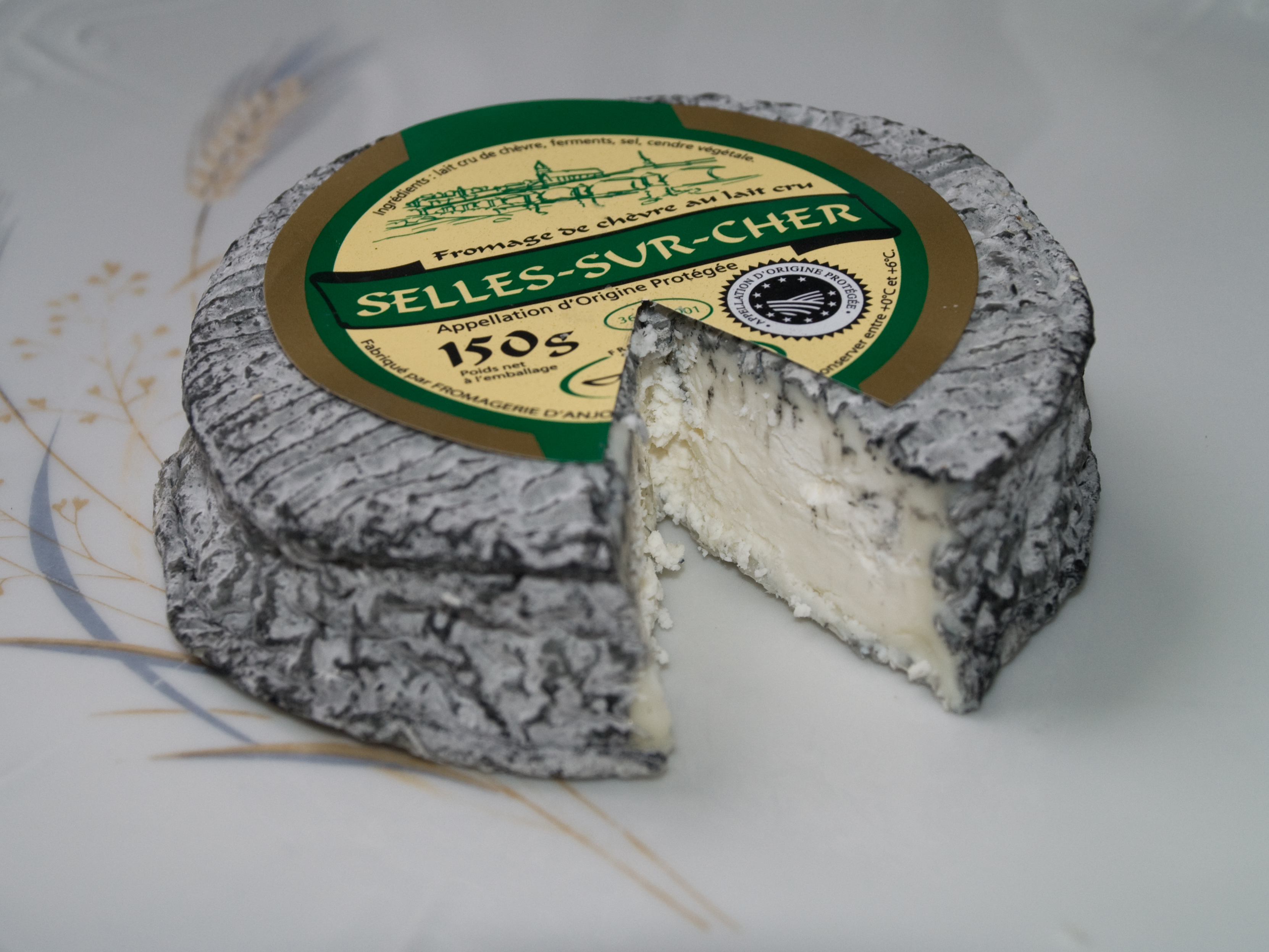
Selles-sur-cher.
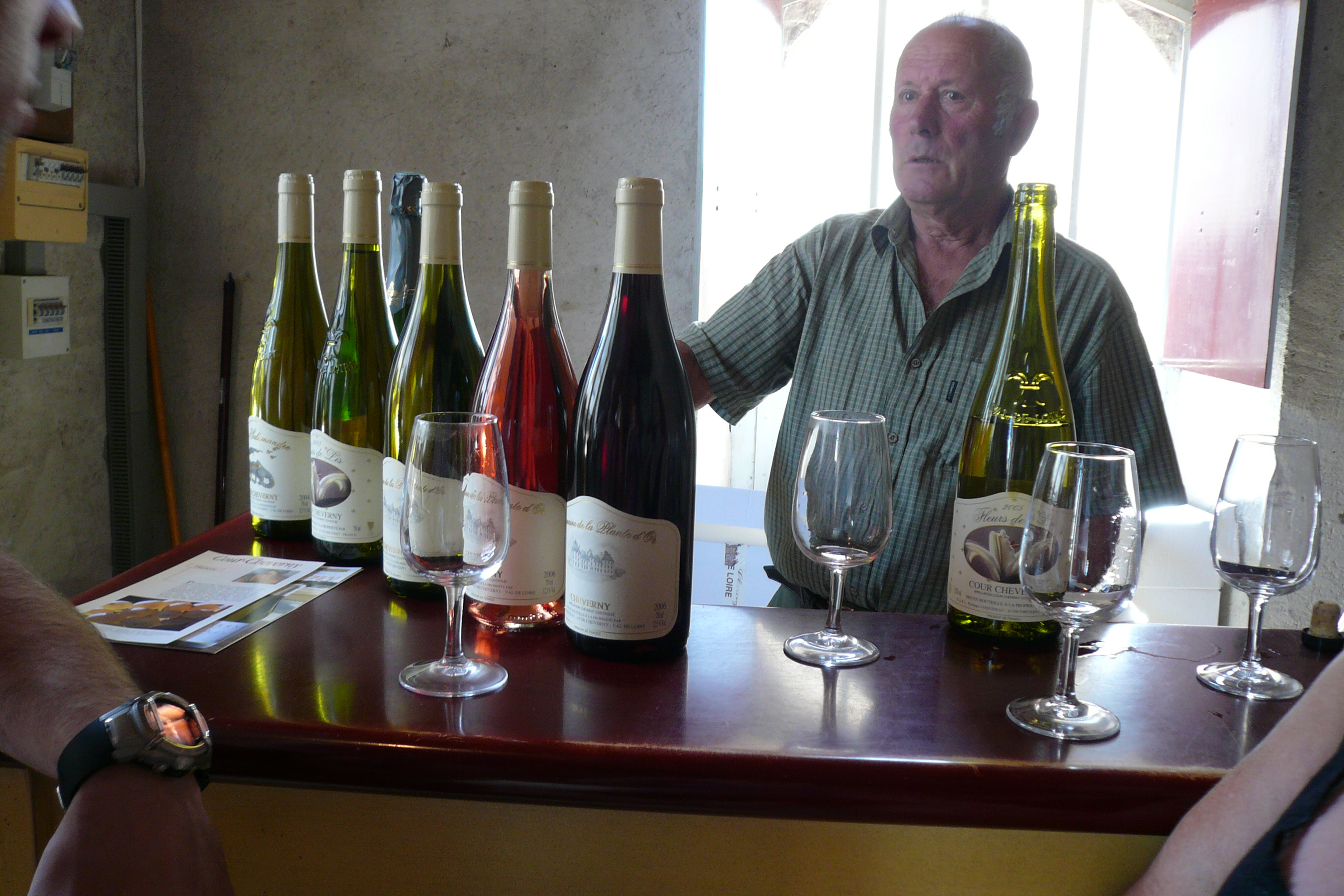
Gamme de vins de Cheverny.